# Peggy Ashcroft
Edith Margaret Emily Ashcroft (Surrey; 22 de diciembre de 1907-Croydon, Londres; 14 de junio de 1991), más conocida como Peggy Ashcroft, fue una actriz británica.
Tuvo su debut en 1927, haciendo apariciones desde 1932 con la compañía teatral Old Vic y ganando cierto reconocimiento con la puesta en escena de Romeo y Julieta en 1935. Interpretó el papel principal en más de 100 escenificaciones, actuando tanto en comedia como en obras dramáticas con mucho éxito.
Siendo una de las grandes actrices del teatro inglés, fue miembro fundadora de la Royal Shakespeare Company en 1961, entidad que después administró. Apareció en películas como 39 escalones de 1935, y Pasaje a la India, ganando un premio Oscar en 1984, además de participar en series televisivas como The Jewel in the Crown de 1984.
Es la abuela de Emily Loizeau.

## Actuaciones selectas

### Cine
- El Judío errante (1933) — Olalla Quintana
- 39 escalones (1935) - Margaret Crofter
- The Nun's Story (1959) - Mother Mathilde
- Secret Ceremony (1968) - Hannah
- Sunday, Bloody Sunday (1971) - Sra. Greville
- Pasaje a la India (1984) - Sra. Moore
- When the Wind Blows (1986) - Hilda Bloggs (voz)
- Madame Sousatzka (1988) - Lady Emily

### Televisión
- Twelfth Night (1937)
- The Wednesday Play: Days in the Trees (1967)
- Play of the Month: The Cherry Orchard (1971)
- Hullabaloo Over Georgie and Bonnie's Pictures (1978)
- Edward and Mrs Simpson (1978) - Reina Mary
- Caught on a Train (1980) — Frau Messner
- Play of the Month: Little Eyolf (1982) - Rat Wife
- The Jewel in the Crown (1984) — Barbie Batchelor
- She's Been Away (1991) - Lillian Huckle

### Teatro (parcial)
- Tres hermanas (Anton Chéjov): 1937.
- The Duchess of Malfi (John Webster); 1946; 1960.
- The Heiress (Ruth y August Goetz); 1949
- The Deep Blue Sea (Terence Rattigan); 1952.
- Antonio y Cleopatra (William Shakespeare); 1953.
- Como gustéis ,(William Shakespeare); 1957.
- La fierecilla domada William Shakespeare; 1960.
- Rosmersholm (Henrik Ibsen); 1959.
- John Gabriel Borkman (Henrik Ibsen); 1975.

## Premios y distinciones
Premios Óscar
| Año  | Categoría               | Película          | Resultado |
| ---- | ----------------------- | ----------------- | --------- |
| 1985 | Mejor actriz de reparto | Pasaje a la India | Ganadora  |

Festival Internacional de Cine de Venecia
| Año  | Categoría                       | Película        | Resultado |
| ---- | ------------------------------- | --------------- | --------- |
| 1989 | Copa Volpi a la mejor actriz    | She's Been Away | Ganadora  |
| 1989 | Golden Ciak - Mejor actriz      | She's Been Away | Ganadora  |
| 1989 | Premio Pasinetti - Mejor actriz | She's Been Away | Ganadora  |